# 梁宇聰
梁宇聰（1981年9月2日—）是一位香港棒球運動員，是香港棒球代表隊主投手，棒球教練。他也是電影《無野之城》的演員。
他曾效力沙田體育會、南華體育會、恆利棒球隊。

## 生平
1988年，7歲的梁宇聰開始學習棒球運動。 

1997年，他入選香港棒球代表隊，位置是主投手。他習慣右投右打。
梁宇聰的正職是一名水電工，同時也是一位棒球教練。

## 拍攝電影《無野之城》
2007年香港新晋導演雲翔受邀為香港棒球代表隊拍宣傳片。在此之前從不知道香港竟然有一隊香港棒球代表隊，他才發現球員高大英俊且談吐不俗，便決定將他們的故事拍成電影。當中梁宇聰是其中之一。於是構思拍攝一部有關香港棒球運動的電影——《無野之城》，並邀請香子俊、梁宇聰擔任男主角，演回他自己。
在電影中他獻出了幾個第一次：
- 第一次公開演出電影
- 第一次在電影中拍攝全裸性愛鏡頭（梁宇聰在戲中幻想自己和一個白人女人在海灘浮台上做愛之後之情景)
- 第一次在電影中拍攝正面和背面全裸的淋浴鏡頭（多次於鏡頭前裸體淋浴）

在電影中有討厭同性戀者的對白，謂同性戀者為「變態」。可是這種行為在現實生活中同樣出現，於是造成部分觀眾反感，認為現實生活中的梁宇聰是個無禮和經常失言的人。詳看下面負面新聞分折。

## 負面新聞
2008年6月，導演雲翔、演員香子俊和梁宇聰出席了在一個電台以同志為主要對象的節目為其電影《無野之城》宣傳，席間梁宇聰無故作出一些恐同言論，嚴重開罪了同志們，因而引致網上許多人發起罷看這電影。
- 某些同性戀人士表示他們討厭梁宇聰的虛偽，認為他克意賣弄了自己裸體卻公開發表反同性戀言論。他們覺得只有男同性戀者才愛欣賞男性裸體，既然是為衝著男同性戀市場而拍的電影，又既然梁宇聰肯裸體上鏡任人欣賞，然後卻反過來公開侮辱這些人(男同性戀者），此種行為極不拾當。他們也不滿雲翔在事件上一直維護梁宇聰。[6]
- 某些女士—她們也抗議梁宇聰在一次現實世界中的失言行為，她們不滿梁宇聰說自己最討厭的人是「豬扒」（意即醜女）和「基佬」（意即同性戀者），她們認為作為公眾人物應該慎言，不可胡亂歧視性侮辱他人，但事件上導演雲翔一直維護梁宇聰。
- 知名異見人士陳巧文說基於以同性戀作題材的港產片比較少有，加上《無野之城》在同志圈內外都惹來不少劣評，於是好奇地想看看那是什麼一回事，她去了看了首映，也看見現實生活中的梁宇聰，表示自己不會評論電影，新進演員在戲中表現欠佳也可理解，但演員在現實生活中的多番粗暴言論和對少數人士歧視卻不可原諒。[7]

## 外部連結
- 電影無野之城官方網頁
- 香港棒球總會網頁上的簡介